# Cooperazione strutturata permanente
La Cooperazione strutturata permanente (acronimo PESCO, dall'inglese Permanent Structured Cooperation) è un'iniziativa dell'Unione europea nell'ambito della Politica di sicurezza e di difesa comune volta all'integrazione strutturale delle forze armate di 26 dei 27 Stati membri (l'unico che non aderisce è Malta); essa si basa sull'articolo 42.6 e sul protocollo 10 del Trattato sull'Unione europea. La PESCO è stata prevista dal Trattato di Lisbona del 2009, avviata nel 2017 e lanciata nel 2018 con il primo di una serie di gruppi di progetti.
La PESCO è simile a una cooperazione rafforzata, poiché non richiede l'adesione di tutti gli Stati membri per poter essere avviata.
La funzione di segretariato della PESCO è svolta congiuntamente dal Servizio europeo per l'azione esterna e dall'Agenzia europea per la difesa.

## Storia

### Trattato di Lisbona
Il Trattato di Lisbona ha previsto la possibilità che gli stati membri che «rispondono a criteri più elevati in termini di capacità militari e che hanno sottoscritto impegni più vincolanti in materia ai fini delle missioni più impegnative instaurino una cooperazione strutturata permanente nell'ambito dell'Unione».

### Attivazione
In occasione del Consiglio europeo del 22 e 23 giugno 2017 i capi di stato e di governo dell'Unione hanno convenuto sulla necessità del lancio di una cooperazione strutturata permanente che sia inclusiva e ambiziosa al fine di rafforzare la sicurezza e la difesa dell'Unione.
Il 13 novembre 2017 è stato raggiunto un accordo tra i ministri degli esteri di 23 stati membri per avviare la Cooperazione strutturata permanente in materia di difesa con 10 progetti iniziali; a margine della riunione del Consiglio dell'Unione europea hanno dunque siglato la notificazione per l'avvio della PESCO che è stata inviata all'Alto rappresentante dell'Unione per gli affari esteri e la politica di sicurezza e al Consiglio. Il Regno Unito non ha partecipato alla notificazione in vista della sua decisione di uscire dall'Unione; anche Danimarca, Irlanda, Malta e Portogallo non hanno firmato il documento iniziale.
Il 7 dicembre successivo Irlanda e Portogallo hanno sottoscritto la notificazione.
L'11 dicembre 2017 il Consiglio dell'Unione europea formato dai ministri degli affari esteri ha adottato una decisione che stabilisce la cooperazione strutturata permanente in materia di difesa tra 26 stati membri. Con la stessa decisione gli stati partecipanti hanno anche adottato una lista dei primi 17 progetti che dovranno essere intrapresi nel quadro della PESCO in settori come la formazione, lo sviluppo di capacità e la prontezza operativa in materia di difesa. Tali progetti iniziali saranno adottati con una decisione formale del Consiglio all'inizio del 2018.
A seguito del referendum del 1º giugno 2022 che ha abolito la deroga a partecipare alla politica europea di sicurezza e difesa e della richiesta presentata al Consiglio e all'Alto rappresentante il 23 marzo 2023, la Danimarca è stata accolta dal Consiglio dell'Unione europea come 26º partecipante alla cooperazione strutturata permanente il 23 maggio 2023.

### Partecipazione di stati terzi
Il 5 novembre 2020 il Consiglio dell'Unione europea ha adottato una decisione che stabilisce i criteri per la partecipazione di stati terzi (cioè non membri dell'Unione europea) a singoli progetti della PESCO.
Sulla base di tale decisione il 6 maggio 2021 sono stati autorizzati a partecipare al progetto della Mobilità militare a partire dalla fine del 2021 tre stati extra-UE: Canada, Norvegia e Stati Uniti d'America. Il 15 novembre 2022 anche il Regno Unito è stato invitato a partecipare a tale progetto.

## Progetti
La PESCO prevede il finanziamento e la realizzazione di progetti di sviluppo delle capacità e delle strumentazioni militari; ciascun progetto è portato avanti da un gruppo di stati membri che può variare di volta in volta ed è coordinato da uno o più stati membri che partecipano al progetto. Gli stati partecipanti al progetto possono permettere di comune accordo ad altri stati membri di aderire al progetto o di diventarne osservatore.
Una prima lista di 17 progetti da sviluppare nell'ambito della PESCO è stata approvata dal Consiglio dell'Unione europea il 6 marzo 2018; essi sono riportati nella tabella seguente.
| Nome del progetto                                                                                       | Abbr. e link  | Tipo di progetto | Coordinatore | Partecipanti | Osservatori                                                     | Partecipanti totali |
| --- | ------------- | ---------------- | ------------ | --- | --------------------------------------------------------------- | ------------------- |
| Centro di formazione dell'Unione europea sulle competenze di missione                                   | EU TMCC       | formazione       | Germania     | - Austria - Belgio - Rep. Ceca - Francia - Irlanda - Italia - Lussemburgo - Paesi Bassi - Portogallo - Romania - Spagna - Svezia | - Slovenia                                                      | 13 (+1 oss.)        |
| Centro europeo di certificazione della formazione per eserciti europei                                  | ETCCEA        | formazione       | Italia       | - Grecia | - Spagna                                                        | 2 (+1 oss.)         |
| Pacchetto per capacità militare impiegabile nel soccorso in caso di disastri                            | DM-DRCP       | terrestri        | Italia       | - Austria - Croazia - Grecia - Irlanda - Spagna | - Bulgaria                                                      | 6 (+1 oss.)         |
| Veicolo da combattimento per fanteria corazzata / Veicolo d'assalto anfibio / Veicolo corazzato leggero | AIFV/AAV/LAV  | terrestri        | Italia       | - Grecia - Slovacchia | - Rep. Ceca - Portogallo - Spagna - Ungheria                    | 3 (+ 4 oss.)        |
| Capacità di supporto indiretto di fuoco                                                                 | EuroArtillery | terrestri        | Slovacchia   | - Italia - Ungheria | - Bulgaria - Rep. Ceca - Portogallo - Slovenia - Spagna         | 3 (+ 5 oss.)        |
| Nucleo operativo di risposta alle crisi di EUFOR                                                        | EUFOR CROC    | terrestri        | Germania     | - Austria - Cipro - Francia - Grecia - Italia - Paesi Bassi - Spagna | - Belgio - Rep. Ceca - Portogallo - Slovenia                    | 8 (+ 4 oss.)        |
| Sistemi marittimi semi-autonomi per cacciamine                                                          | MAS MCM       | marittimi        | Belgio       | - Francia - Grecia - Irlanda - Lettonia - Paesi Bassi - Polonia - Portogallo - Romania - Svezia | - Estonia - Spagna                                              | 10 (+2 oss.)        |
| Sorveglianza e protezione portuali e marittime                                                          | HARMSPRO      | marittimi        | Italia       | - Grecia - Polonia - Portogallo | - Belgio - Paesi Bassi                                          | 4 (+2 oss.)         |
| Aggiornamento della sorveglianza marittima                                                              | UMS           | marittimi        | Grecia       | - Bulgaria - Cipro - Croazia - Francia - Irlanda - Italia - Spagna | - Portogallo                                                    | 8 (+ 1 oss.)        |
| Comando medico europeo                                                                                  | EMC           | comuni           | Germania     | - Belgio - Rep. Ceca - Estonia - Francia - Italia - Lussemburgo - Paesi Bassi - Polonia - Romania - Slovacchia - Spagna - Svezia - Ungheria | - Bulgaria - Lituania                                           | 14 (+2 oss.)        |
| Rete di hub logistici in Europa e supporto alle operazioni                                              | NetLogHubs    | comuni           | Germania     | - Belgio - Bulgaria - Cipro - Croazia - Francia - Grecia - Italia - Lituania - Lussemburgo - Paesi Bassi - Polonia - Slovacchia - Slovenia - Spagna - Ungheria |                                                                 | 16                  |
| Mobilità militare                                                                                       | MM            | comuni           | Paesi Bassi  | - Austria - Belgio - Bulgaria - Rep. Ceca - Cipro - Croazia - Danimarca - Estonia - Finlandia - Francia - Germania - Grecia - Italia - Lettonia - Lituania - Lussemburgo - Polonia - Portogallo - Romania - Slovacchia - Slovenia - Spagna - Svezia - Ungheria - Canada - Norvegia - Stati Uniti | - Irlanda                                                       | 25+3 (+1 oss.)      |
| Funzione operativa dell'energia                                                                         | EOF           | comuni           | Francia      | - Belgio - Italia - Slovenia - Spagna | - Cipro - Germania - Irlanda - Paesi Bassi - Portogallo         | 5 (+5 oss.)         |
| Software-defined Radio sicura europea                                                                   | ESSOR         | informatici      | Francia      | - Belgio - Finlandia - Germania - Italia - Paesi Bassi - Polonia - Portogallo - Spagna | - Estonia                                                       | 8 (+1 oss.)         |
| Piattaforma di condivisione d'informazioni per la risposta alle minacce e agli incidenti informatici    | CTIRISP       | informatici      | Grecia       | - Austria - Cipro - Irlanda - Italia - Portogallo - Spagna - Ungheria | - Belgio - Estonia - Finlandia - Germania - Lituania - Slovenia | 6 (+ 6 oss.)        |
| Gruppi di risposta rapida informatica e mutua assistenza nella sicurezza informatica                    | CRRT          | informatici      | Lituania     | - Belgio - Croazia - Danimarca - Estonia - Finlandia - Francia - Paesi Bassi - Polonia - Romania - Slovenia - Spagna | - Germania - Grecia                                             | 9 (+ 2 oss.)        |
| Sistema di comando e controllo strategico per missioni e operazioni della PSDC                          | EUMILCOM      | informatici      | Spagna       | - Francia - Germania - Italia - Lussemburgo - Portogallo |                                                                 | 6                   |
| Nome del progetto                                                                                       | Abbr. e link  | Tipo di progetto | Coordinatore | Partecipanti | Osservatori                                                     | Partecipanti totali |

Un secondo gruppo di 17 progetti da sviluppare, riportati nella tabella seguente, è stato deciso nel Consiglio del 19 novembre 2018.
| Nome del progetto | Abbr. e link   | Tipo di progetto | Coordinatore       | Partecipanti                                                                                                 | Osservatori | Partecipanti totali |
| --- | -------------- | ---------------- | ------------------ | --- | ----------- | ------------------- |
| Formazione intensiva ed elevata per gli elicotteri                                                                                          | H3 Training    | formazione       | Grecia             | - Italia - Romania                                                                                           |             | 3                   |
| Scuola congiunta d'intelligence dell'Unione europea                                                                                         | JEIS           | formazione       | Grecia             | - Cipro |             | 2                   |
| Centri di verifica e valutazione dell'UE | EUTEC          | formazione       | - Francia - Svezia | - Slovacchia - Spagna                                                                                        |             | 3                   |
| Sistemi sul campo integrati senza pilota | UGS            | terrestri        | Estonia            | - Belgio - Rep. Ceca - Finlandia - Francia - Germania - Lettonia - Paesi Bassi - Polonia - Spagna - Ungheria |             | 10                  |
| Sistemi missilistici da campo terrestri oltre la linea della visuale (BLOS) dell'UE                                                         | EU BLOS        | terrestri        | Francia            | - Belgio - Cipro - Svezia                                                                                    |             | 4                   |
| Pacchetto impiegabile per la capacità d'intervento subacquea modulare                                                                       | DIVEPACK       | marittimi        | Bulgaria           | - Francia - Grecia - Italia - Romania                                                                        |             | 5                   |
| Sistemi europei per velivoli a pilotaggio remoto di lunga autonomia per media altitudine - MALE RPAS                                        | Eurodrone      | aerei            | Germania           | - Rep. Ceca - Francia - Italia - Spagna                                                                      |             | 5                   |
| Elicotteri d'assalto europei Tiger Mark III                                                                                                 | TIGER MARK III | aerei            | Francia            | - Germania - Spagna                                                                                          |             | 3                   |
| Sistemi anti-droni | C-UAS          | aerei            | Italia             | - Rep. Ceca - Svezia                                                                                         |             | 3                   |
| Sorveglianza chimica, batteriologica, radiologica e nucleare (CBRN) come servizio                                                           | CBRN SaaS      | comuni           | Austria            | - Croazia - Francia - Slovenia - Ungheria                                                                    |             | 5                   |
| Condivisione delle basi | CO-BASING      | comuni           | Francia            | - Belgio - Rep. Ceca - Germania - Paesi Bassi - Spagna                                                       |             | 6                   |
| Elemento di coordinazione per il supporto geo-meteorologico e oceanografico                                                                 | GMSCE          | comuni           | Germania           | - Austria - Belgio - Francia - Grecia - Lussemburgo - Portogallo - Romania                                   |             | 8                   |
| Piattaforma europea per aerostato in alta atmosfera - Capacità persistente d'intelligence, sorveglianza e riconoscimento                    | EHAAP-ISR      | informatici      | Italia             | - Francia |             | 2                   |
| Un Posto di comando e controllo tattico dislocabile per piccole operazioni congiunte con forze per operazioni speciali                      | (SOCC) for SJO | informatici      | Grecia             | - Cipro |             | 2                   |
| Capacità e programma d'interoperabilità per guerra elettronica per futura cooperazione d'intelligence, sorveglianza e riconoscimento comune | JISR           | informatici      | Rep. Ceca          | - Germania - Lettonia - Lituania                                                                             |             | 4                   |
| Soluzione di navigazione radio dell'UE | EURAS          | spaziali         | Francia            | - Austria - Belgio - Germania - Italia - Polonia - Spagna - Svezia                                           |             | 8                   |
| Rete militare europea di consapevolezza della sorveglianza spaziale                                                                         | EU-SSA-N       | spaziali         | Italia             | - Francia - Germania - Paesi Bassi - Spagna                                                                  |             | 5                   |
| Nome del progetto | Abbr. e link   | Tipo di progetto | Coordinatore       | Partecipanti                                                                                                 | Osservatori | Partecipanti totali |

Un terzo gruppo di 13 progetti da sviluppare, riportati nella tabella seguente, è stato deciso nel Consiglio del 12 novembre 2019.
| Nome del progetto                                                           | Abbr. e link | Tipo di progetto | Coordinatore | Partecipanti                                              | Osservatori | Partecipanti totali |
| --------------------------------------------------------------------------- | ------------ | ---------------- | ------------ | --------------------------------------------------------- | ----------- | ------------------- |
| Centro congiunto europeo integrato di formazione e simulazione              | EUROSIM      | formazione       | Ungheria     | - Francia - Germania - Polonia - Slovenia                 |             | 5                   |
| Accademia informatica e Hub dell'innovazione dell'Unione europea            | EU CAIH      | formazione       | Portogallo   | - Bulgaria - Romania - Spagna                             |             | 4                   |
| Centro di formazione medica delle forze per le operazioni speciali          | SMTC         | formazione       | Polonia      | - Ungheria                                                |             | 2                   |
| Campo di formazione per la difesa CBRN                                      | CBRNDTR      | formazione       | Romania      | - Francia - Italia                                        |             | 3                   |
| Rete dei centri d'immersione dell'Unione europea                            | EUNDC        | formazione       | Romania      | - Bulgaria - Francia - Germania                           |             | 4                   |
| Sistema marittimo anti-sottomarino senza equipaggio                         | MUSAS        | marittimi        | Portogallo   | - Francia - Spagna - Svezia                               |             | 4                   |
| Corvetta pattugliatrice europea                                             | EPC          | marittimi        | Italia       | - Francia - Grecia - Romania - Spagna                     |             | 5                   |
| Attacco elettronico aerotrasportato                                         | AEA          | aerei            | Spagna       | - Francia - Svezia                                        |             | 3                   |
| Centro di coordinamento del dominio informatico e informativo               | CIDCC        | informatici      | Germania     | - Rep. Ceca - Francia - Paesi Bassi - Spagna - Ungheria   |             | 4                   |
| Avviso tempestivo e intercettazione con sorveglianza di teatro spaziale     | TWISTER      | comuni           | Francia      | - Finlandia - Germania - Italia - Paesi Bassi - Spagna    |             | 6                   |
| Materiali e componenti per la competitività tecnologica dell'Unione europea | MAC-EU       | comuni           | Francia      | - Germania - Portogallo - Romania - Spagna                |             | 4                   |
| Capacità di guerra collaborativa dell'Unione europea                        | ECoWAR       | comuni           | Francia      | - Belgio - Polonia - Romania - Spagna - Svezia - Ungheria |             | 6                   |
| Sistema architettonico globale europeo per l'inserimento dei droni (RPAS)   | GLORIA       | comuni           | Italia       | - Francia - Romania                                       |             | 3                   |
| Nome del progetto                                                           | Abbr. e link | Tipo di progetto | Coordinatore | Partecipanti                                              | Osservatori | Partecipanti totali |

Un quarto gruppo di 14 progetti da sviluppare, riportati nella tabella seguente, è stato deciso nel Consiglio del 16 novembre 2021.
| Nome del progetto                                                                                      | Abbr. e link | Tipo di progetto | Coordinatore | Partecipanti                                                                          | Osservatori | Partecipanti totali |
| --- | ------------ | ---------------- | ------------ | ------------------------------------------------------------------------------------- | ----------- | ------------------- |
| Centro principale di simulazione e prove per carri armati                                              | MBT-SIMTEC   | terrestri        | Grecia       | - Cipro - Francia                                                                     |             | 3                   |
| Partenariato militare dell'UE                                                                          | EU MilPart   | terrestri        | Francia      | - Austria - Estonia - Italia                                                          |             | 4                   |
| Elementi essenziali della scorta navale europea                                                        | 4E           | marittimi        | Spagna       | - Grecia - Italia - Portogallo - Svezia                                               |             | 5                   |
| Veicolo semiautonomo di superficie di medie dimensioni                                                 | M-SASV       | marittimi        | Estonia      | - Francia - Lettonia - Romania                                                        |             | 4                   |
| Trasporto aereo strategico per carichi fuori misura                                                    | SATOC        | aerei            | Germania     | - Rep. Ceca - Francia - Paesi Bassi - Slovenia                                        |             | 4                   |
| Piccoli RPAS di prossima generazione                                                                   | NGSR         | aerei            | Spagna       | - Germania - Portogallo - Romania - Slovenia - Ungheria                               |             | 6                   |
| Stazione di attracco per droni su aerogiri                                                             |              | aerei            | Italia       | - Francia                                                                             |             | 2                   |
| Piccole armi scalabili                                                                                 | SSW          | aerei            | Italia       | - Francia                                                                             |             | 2                   |
| Potenza aerea                                                                                          | AIR POWER    | aerei            | Francia      | - Croazia - Grecia - Svezia                                                           |             | 4                   |
| Futuro aeromobile da carico tattico di medie dimensioni                                                | FMTC         | aerei            | Francia      | - Germania - Italia - Spagna - Svezia                                                 |             | 5                   |
| Poligono virtuale federato                                                                             | CRF          | informatici      | Estonia      | - Austria - Belgio - Bulgaria - Finlandia - Francia - Italia - Lituania - Lussemburgo | 8           |                     |
| Sistema automatizzato di modellazione, identificazione e valutazione dei danni del terreno urbanizzato | AMIDA-UT     | comuni           | Portogallo   | - Austria - Francia - Spagna                                                          |             | 3                   |
| Polo comune per le immagini satellitari dei governi                                                    | CoHGI        | spaziali         | Germania     | - Austria - Francia - Lituania - Lussemburgo - Paesi Bassi - Romania - Spagna         |             | 8                   |
| Difesa delle risorse spaziali                                                                          | DoSA         | spaziali         | Francia      | - Austria - Germania - Italia - Polonia - Portogallo - Romania - Spagna               |             | 8                   |
| Nome del progetto                                                                                      | Abbr. e link | Tipo di progetto | Coordinatore | Partecipanti                                                                          | Osservatori | Partecipanti totali |

Un quinto gruppo di 11 progetti da sviluppare, riportati nella tabella seguente, è stato deciso nel Consiglio del 23 maggio 2023.
| Nome del progetto                                                   | Abbr. e link | Tipo di progetto | Coordinatore | Partecipanti                                                                           | Osservatori | Partecipanti totali |
| ------------------------------------------------------------------- | ------------ | ---------------- | ------------ | -------------------------------------------------------------------------------------- | ----------- | ------------------- |
| Accademia europea di addestramento al trasporto aereo per la difesa | EDA-TA       | formazione       | Francia      | - Italia - Portogallo - Spagna - Ungheria                                              |             | 5                   |
| Sistemi sul campo integrati senza pilota 2                          | iUGS 2       | terrestri        | Estonia      | - Finlandia - Francia - Germania - Italia - Lettonia - Paesi Bassi - Svezia - Ungheria |             | 9                   |
| Sensori anti-batteria                                               | CoBaS        | terrestri        | Francia      | - Paesi Bassi                                                                          |             | 2                   |
| Siluro anti-siluro                                                  | ATT          | marittimi        | Germania     | - Paesi Bassi                                                                          |             | 2                   |
| Protezione delle infrastrutture critiche dei fondali marini         | CSIP         | marittimi        | Italia       | - Belgio - Francia - Germania - Portogallo - Spagna - Svezia                           |             | 7                   |
| Futuro missile aria-aria a corto raggio                             | FSRM         | aerei            | Germania     | - Italia - Spagna - Svezia - Ungheria                                                  |             | 5                   |
| Elicottero medio di nuova generazione                               | NGMH         | aerei            | Francia      | - Finlandia - Italia - Spagna                                                          |             | 4                   |
| Sistema integrato di difesa multilivello aereo e missilistico       | IMLAMD       | aerei            | Italia       | - Francia - Svezia - Ungheria                                                          |             | 4                   |
| Effettore di controllo e comando e sistema di sensori artico        | ACCESS       | informatici      | Finlandia    | - Estonia - Francia - Svezia                                                           |             | 4                   |
| Reti e infrastruttura di comunicazione robuste                      | ROCOMIN      | informatici      | Svezia       | - Estonia - Francia - Germania                                                         |             | 4                   |
| ROLE 2F                                                             | ROLE 2F      | comuni           | Spagna       | - Belgio - Bulgaria - Finlandia - Francia - Portogallo - Svezia                        |             | 7                   |
| Nome del progetto                                                   | Abbr. e link | Tipo di progetto | Coordinatore | Partecipanti                                                                           | Osservatori | Partecipanti totali |